# ماري آن لينورماند
ماري آن لينورماند (بالفرنسية: Marie-Anne Lenormand) هي كاتبة وعرافة وبائعة كتب ومستحضرة أرواح فرنسية ولدت في عام 1772 في مدينة ألونسون في نورماندي في فرنسا، وكانت عرافة كارتومانسية ذو شهرة كبيرة خلال الحقبة النابليونية. كانت لينورماند مؤثرة جدا على موجة الكارتومانسية الفرنسية التي بدأت في أواخر القرن الثامن عشر.

## النشأة
ولدت ماري آن لينورماند في 27 مايو من عام 1772 في ألونسون في نورماندي في فرنسا، وأصبحت يتيمة في سن الخامسة وتلقت تعليمها في مدرسة كاثوليكية، وفي عام 1786 غادرت إلى باريس.

## المسيرة المهنية
ادعت أنها قدمت مشورة كارتومانسية للعديد من المشاهير في عصرها ومن أبرزهم قادة الثورة الفرنسية وشخصيات أخرى وكان من أبرزهم القيصر الروسي ألكسندر الأول والإمبراطورة جوزفين، وكانت قد عملت لأكثر من 40 عاما.
وفي عام 1814، بدأت مسيرتها المهنية الثانية ونشرت العديد من الكتب والنصوص واللوائح، مما تسبب في الكثير من الجدل العام، وسجنت أكثر من مرة ولكن لم تكن فترات السجن طويلة جدا.

## الوفاة
توفيت لينورماند في تاريخ 25 يونيو من عام 1843 في باريس ودفنت هناك في مقبرة بير لاشيز في القسم رقم 3 منها تاركة خلفها ثروة ضخمة تقدر بمبلغ 500000 فرنك فرنسي وقتها.